# Tytthoscincus temengorensis
Tytthoscincus temengorensis — вид сцинкоподібних ящірок родини сцинкових (Scincidae). Ендемік Малайзії.

## Поширення і екологія
Tytthoscincus temengorensis відомі за кількома зразками, зібраними в лісовому масиві Белум-Теменгор та у верхів'ях річки Сунгай-Пелус в штаті Перак на півночі Малайського півострова. Вони живуть в діптерокарпових лісах, серед опалого листя. Зустрічаються на висоті 800 м над рівнем моря.

## Збереження
МСОП класифікує стан збереження цього виду як близький до загрозливого. Tytthoscincus temengorensis загрожує знищення природного середовища.